# Muldestausee (Gemeinde)
Muldestausee ist eine kreisangehörige Gemeinde, die am 1. Januar 2010 im östlichen Landkreis Anhalt-Bitterfeld Sachsen-Anhalts entstanden ist. Namengebend ist der in der Gemeinde liegende Muldestausee.

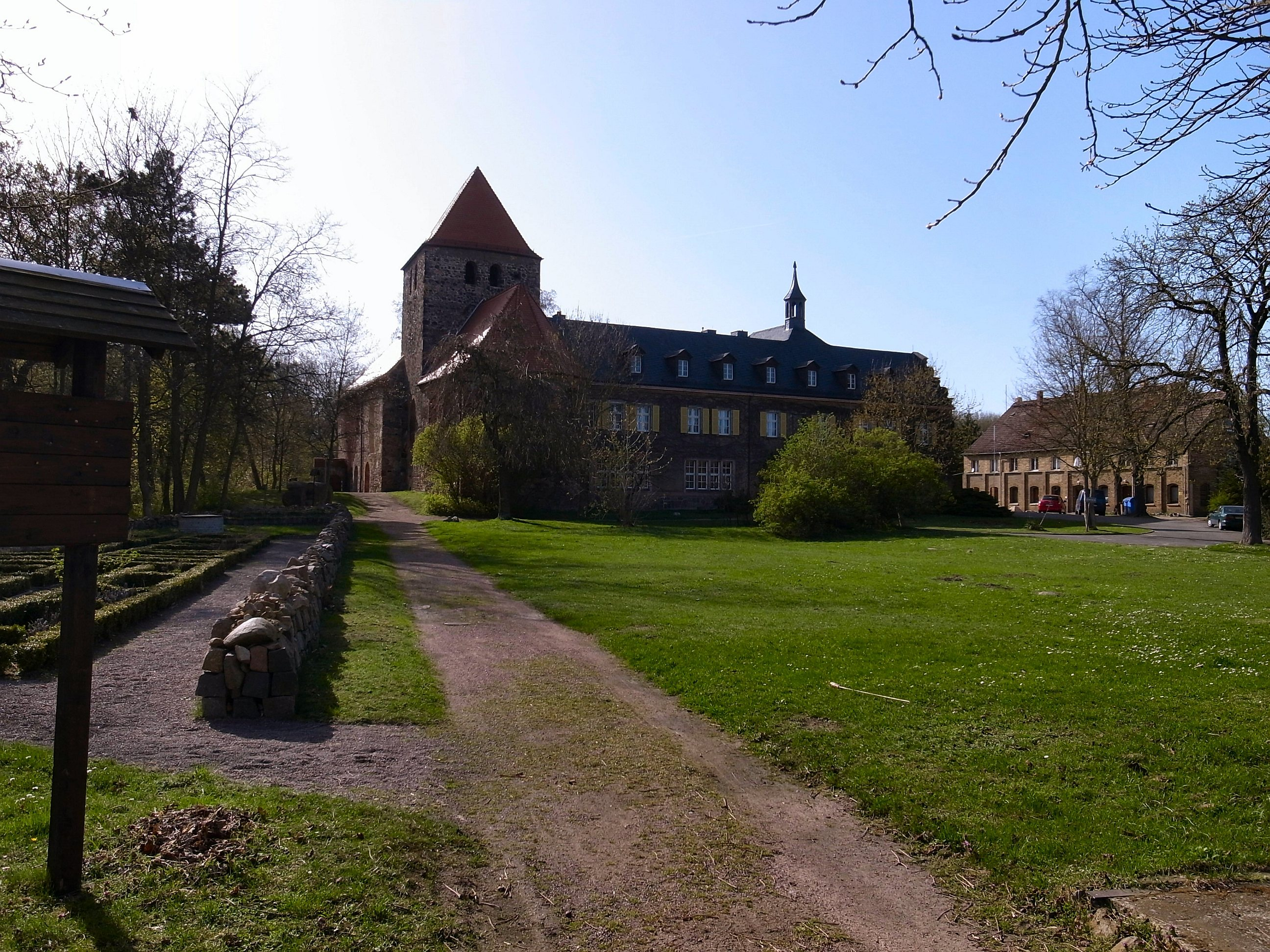
Herrenhaus, Schloss und Kirche in Muldenstein

## Geografie

### Lage
Die Gemeinde Muldestausee umfasst eine Fläche von 136,99 km² und hat 12.602 Einwohner (Stand: 31. Dezember 2008).
Muldestausee liegt zwischen Bitterfeld-Wolfen und Gräfenhainichen im äußersten Südosten des Landkreises Anhalt-Bitterfeld größtenteils östlich des namensgebenden Muldestausees. Mit dem Muldestausee, dem Großen Goitzschesee und Teilen des Seelhauser Sees hat die Gemeinde Anteil am Mitteldeutschen Seenland. Der Osten der Gemeinde liegt in der Dübener Heide. Größtes Fließgewässer im Gemeindegebiet ist die Mulde.

### Ortsteile
- Burgkemnitz
- Friedersdorf
- Gossa
- Gröbern
- Krina
- Mühlbeck
- Muldenstein
- Plodda
- Pouch
- Rösa mit Brösa
- Schlaitz
- Schmerz
- Schwemsal

## Geschichte
Die Gemeinde entstand am 1. Januar 2010 im Rahmen der Gemeindegebietsreform aus der Umwandlung der Verwaltungsgemeinschaft Muldestausee-Schmerzbach in eine Einheitsgemeinde. Neben den zehn Mitgliedsgemeinden der bisherigen Verwaltungsgemeinschaft sind auch die Gemeinden Mühlbeck und Friedersdorf (zuvor Verwaltungsgemeinschaft Bitterfeld-Wolfen) Ortsteile der neuen Gemeinde. Die Gemeindeverwaltung befindet sich im Ortsteil Pouch.
Die Ortsteile Mühlbeck und Friedersdorf haben 1997 das erste Buchdorf Deutschlands gegründet nach dem Vorbild des walisischen Hay-on-Wye. Kennzeichnend ist die große Anzahl an Antiquariaten und Buchläden. Auf jeden Einwohner der Orte kommen Hunderte von Büchern.

## Bevölkerung
| Jahr | Einwohner |
| ---- | --------- |
| 2010 | 12.356    |
| 2015 | 11.899    |
| 2020 | 11.607    |
| 2021 | 11.557    |
| 2022 | 11.632    |
| 2023 | 11.593    |
| 2024 | 11.540    |

Stand: 31. Dezember des jeweiligen Jahres (Angaben des Statistischen Landesamtes Sachsen-Anhalt), ab 2011 auf Basis des Zensus 2011, ab 2022 auf Basis des Zensus 2022

## Politik

### Gemeinderat
Der Gemeinderat von Muldestausee besteht aus 28 Mitgliedern und dem Bürgermeister. Die Kommunalwahl am 9. Juni 2024 führte zu folgendem Ergebnis:
| Partei / Wählergruppe                              | Stimmenanteil 2019 | Sitze 2019 |        | Stimmenanteil 2024 | Sitze 2024 |
| -------------------------------------------------- | ------------------ | ---------- | ------ | ------------------ | ---------- |
| AfD                                                | 18,9 %             | 5          | 25,0 % | 7                  |            |
| CDU                                                | 14,8 %             | 4          | 11,4 % | 3                  |            |
| Feuerwehr Muldestausee                             | 06,3 %             | 2          | 09,9 % | 3                  |            |
| Wählergemeinschaft Kinder, Jugend und Familie      | 11,1 %             | 3          | 09,1 % | 3                  |            |
| FDP                                                | 09,0 %             | 3          | 06,5 % | 2                  |            |
| Bürgerinitiative Friedersdorf                      | 04,7 %             | 1          | 04,5 % | 1                  |            |
| Bürgerliste Muldestausee                           | 03,1 %             | 1          | 04,3 % | 1                  |            |
| SPD                                                | 08,6 %             | 2          | 02,8 % | 1                  |            |
| Freie Wähler                                       | –                  | –          | 02,5 % | 1                  |            |
| Die jungen Bürger                                  | 03,0 %             | 1          | 02,4 % | 1                  |            |
| Einzelbewerber Daniel Stummer                      | –                  | –          | 02,0 % | 1                  |            |
| Einzelbewerber Michael Hartung                     | –                  | –          | 02,0 % | 1                  |            |
| Feuerwehrverein Schwemsal                          | 04,9 %             | 1          | 02,0 % | 1                  |            |
| Burgkemnitzer Kulturvereine                        | –                  | –          | 01,9 % | 1                  |            |
| Burgkemnitzer Heimat- und Naturverein              | 04,4 %             | 1          | 01,9 % | 1                  |            |
| Die Linke                                          | –                  | –          | 01,8 % | –                  |            |
| Bündnis 90/Die Grünen                              | –                  | –          | 01,6 % | –                  |            |
| Wählerliste Gossa                                  | 02,1 %             | 1          | 01,4 % | –                  |            |
| Muldestausee Familien- und Generationenbündnis     | –                  | –          | 01,2 % | –                  |            |
| 5 Einzelbewerber                                   | –                  | –          | 05,8 % | –                  |            |
| Bürgerinitiative Pouch für soziale Kommunalabgaben | 03,8 %             | 1          | –      | –                  |            |
| Einzelbewerber Christian Richter                   | 01,6 %             | 1          | –      | –                  |            |
| Einzelbewerberin Katrin Hopfe                      | 01,5 %             | 1          | –      | –                  |            |
| 2 Einzelbewerber                                   | 02,1 %             | –          | –      | –                  |            |
| Insgesamt                                          | 100 %              | 28         | 100 %  | 28                 |            |

### Bürgermeister
- seit 2016: Ferid Giebler (parteilos)

Ferid Giebler wurde in der Stichwahl am 6. November 2016 mit 84,5 % der gültigen Stimmen gewählt. Bei der Bürgermeisterwahl am 17. September 2023 wurde er mit 72,7 % der gültigen Stimmen in seinem Amt bestätigt. Seine Amtszeit beträgt sieben Jahre.

## Sehenswürdigkeiten und Kultur

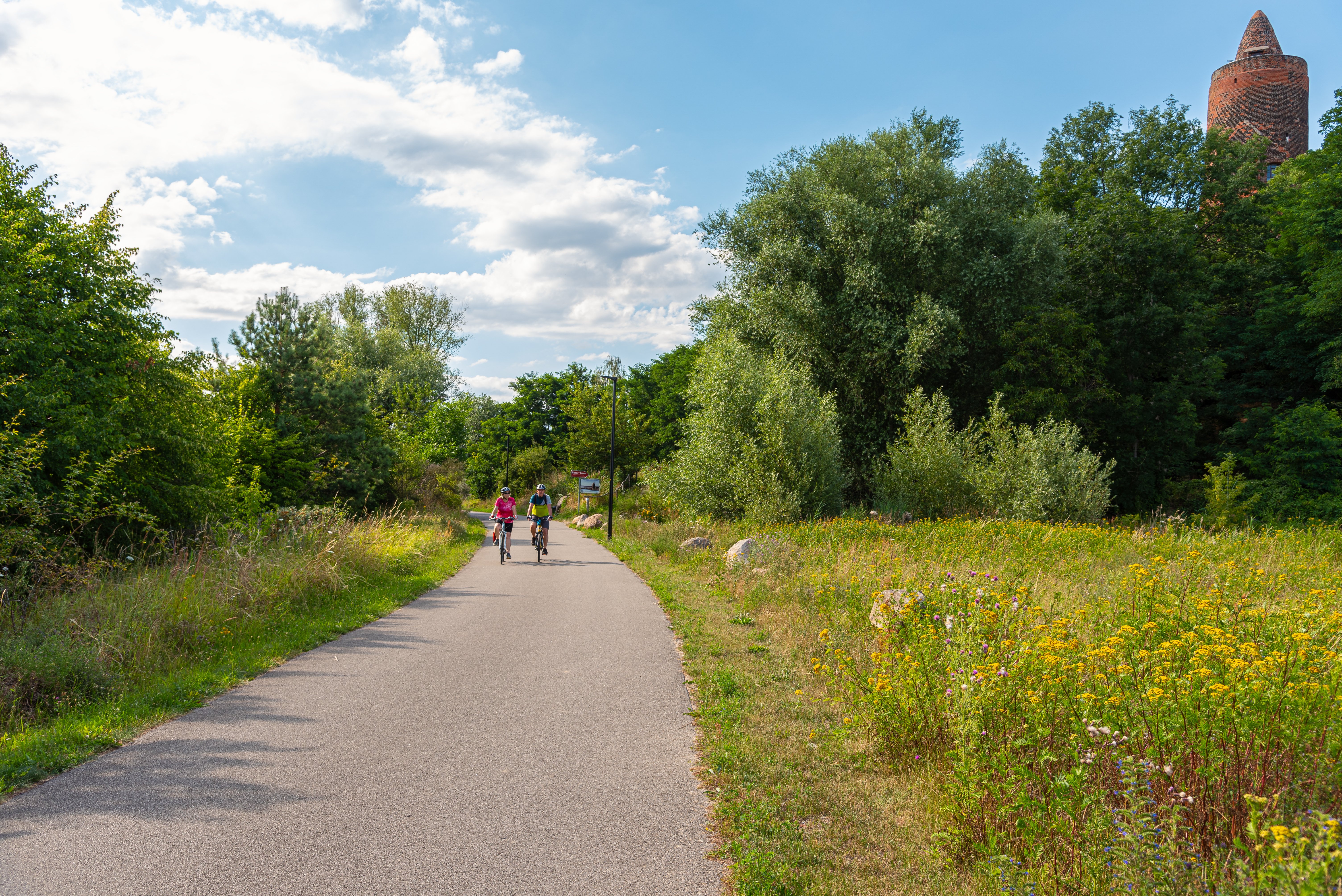
Radweg am Roten Turm Pouch

- Roter Turm Pouch: Der Rote Turm wurde im 13. Jahrhundert erbaut, ist 26 Meter hoch und wird heute als Aussichtsturm genutzt.[10] 105 Stufen führen zur Aussichtsplattform, von wo aus man bei klarer Sicht das Völkerschlachtdenkmal in Leipzig erkennen kann. Angrenzend befindet sich das Schloss Pouch, das zuletzt die Expo-Ausstellung „Land gewinnen“ beherbergt hat und seitdem nicht mehr genutzt wird.[11]
- Barockkirche Burgkemnitz: Der Vorgängerbau wurde im Dreißigjährigen Krieg durch Brandstiftung zerstört. Der Grundstein für die heute erhaltene Kirche wurde 1722 gelegt. Die Architektur der Kirche ist dem Barock zuzuordnen, es handelt sich um einen einschiffigen Putzbau mit dreiseitigem Chorschluss. Die Kirche verfügt über einen quadratischen Westturm mit doppelt geschweifter Zwiebelhaube. Die Orgel stammt aus dem Jahr 1851 und wurde vom Hallenser Orgelbaumeister Friedrich Wilhelm Wäldner erbaut.[12]

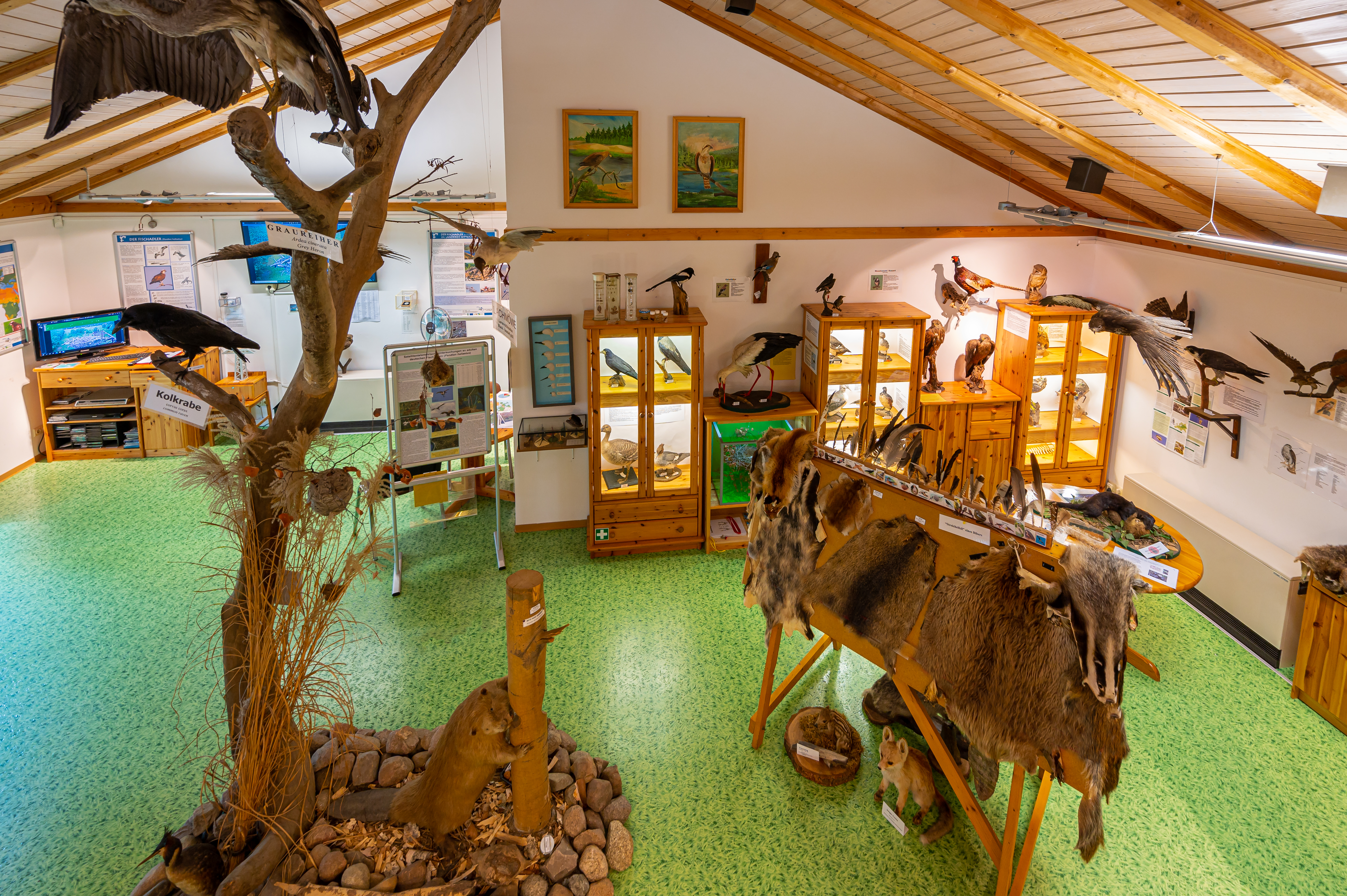
Haus am See Schlaitz

- Haus am See: Das Haus am See Schlaitz ist ein Informationszentrum für Umwelt und Naturschutz am Nordufer des Muldestausees. Im Haus befindet sich eine Dauerausstellung mit 80 Präparaten einheimischer Tiere und Informationen zur Geschichte des Muldestausees als Bergbaufolgelandschaft. Das Haus am See bietet zudem ein umfassendes Bildungsangebot mit Veranstaltungen und Führungen. Das Haus am See liegt darüber hinaus an der KOHLE | DAMPF | LICHT – Radroute.[13]

## Persönlichkeiten
- Gottfried Kirchhoff (1685–1746), Organist und Komponist des Barock, geboren in Mühlbeck
- Friedrich August Köttig (1794–1864), Erfinder, Arkanist an der Königlichen Porzellanmanufaktur Meißen, geboren in Schwemsal
- Ernst Lausch (1836–1888), Pädagoge, Kinder- und Jugendschriftsteller, war auch langjähriger Herausgeber des Schulblatts der Provinz Sachsen, geboren in Friedersdorf
- Otto Kieser (1893–1985), Pädagoge, Sprachforscher und Schriftsteller, geboren in Mühlbeck
- Peter Hoffmann (* 1956), Redakteur, Publizist vieler regionaler Werke und Schriftsteller, geboren in Friedersdorf

## Verkehr
Der Bahnhof Muldenstein liegt an der Bahnstrecke Berlin–Halle und wird stündlich von den Linien S2 und S8 der S-Bahn Mitteldeutschland bedient.